# Oreomava johnstoni
Oreomava johnstoni är en snäckart som beskrevs av Tom Iredale 1933. Oreomava johnstoni ingår i släktet Oreomava och familjen Charopidae. Inga underarter finns listade i Catalogue of Life.